# Parchimer Fememord
Beim Parchimer Fememord wurde der deutsche Volksschullehrer und Mitglied der rechtsradikalen Deutschvölkischen Freiheitspartei (DVFP) Walter Kadow (* 29. Januar 1900 in Hagenow) am 31. Mai 1923 von Mitgliedern der Arbeitsgemeinschaft Roßbach ermordet. Die Tat reiht sich ein in eine Serie von mehr als zwanzig bekannt gewordenen Fememorden, die Anfang der 1920er Jahre innerhalb der völkisch-nationalen Szene verübt wurden.

## Vorgeschichte
Walter Kadow wurde als Sohn eines Schmieds geboren. Nach dem Schulbesuch wurde er an einer Präparandenanstalt zum Volksschullehrer ausgebildet, ging danach zunächst zum Militär und wurde nach seiner Entlassung Hilfslehrer in Roggenstorf. Anfang 1921 schloss er sich auf dem Gut Herzberg der Arbeitsgemeinschaft Roßbach an, einer paramilitärischen Organisation, die aus dem nach dem Ersten Weltkrieg von Gerhard Roßbach gegründeten Freikorps Roßbach – einer freiwilligen Militäreinheit, die sich an den bürgerkriegsähnlichen Auseinandersetzungen in Deutschland in der ersten Nachkriegszeit beteiligt hatte – hervorgegangen war.
Kadow gelang es nach seinem Eintritt in die Arbeitsgemeinschaft Roßbach nicht, sich in diese gut zu integrieren: Vielmehr sei er äußerst unbeliebt gewesen. So habe er sich – nach den Aussagen von Angehörigen der Arbeitsgemeinschaft im späteren Prozess – als Leutnant aufgespielt und sich von Kameraden Geld geborgt, das er später nicht zurückgezahlt habe. Außerdem soll er eine kommunistische Gesinnung an den Tag gelegt haben. 1922 oder Anfang 1923 wurde Kadow daher auf Veranlassung von Martin Bormann, einem führenden Mitglied der Arbeitsgemeinschaft, aus dieser ausgeschlossen. Wie sich bei dieser Gelegenheit herausstellte, hatte er sich zuvor einen Vorschuss von 30.000 Mark für sich und andere Mitglieder der Arbeitsgemeinschaft auszahlen lassen, ohne das Geld an die anderen Männer weiterzugeben. Bormann drängte daher darauf, dass Kadow seine Schulden abarbeiten müsse.

### Die Ermordung Kadows und ihre juristische Aufarbeitung
Als Kadow am 31. Mai 1923 nach einer längeren Abwesenheit nach Parchim zurückkehrte, hatte Bormann seine Meinung geändert: Er erklärte nun, dass es zwecklos sei, Kadow seine Schulden abarbeiten zu lassen, und dass man ihm besser eine „Tracht Prügel“ verabreichen solle. Daraufhin bemächtigten sich einige Roßbacher von den Gütern Neuhof und Herzberg – darunter der spätere Kommandant des KZ Auschwitz Rudolf Höß – Kadows, indem sie ihn in einer Gaststätte in Parchim betrunken machten und in der Nacht in ein Waldstück bei Gut Neuhof verschleppten, wo sie ihn zunächst durch Prügel schwer misshandelten, bis einer der Männer, Emil Wiemeyer, dem am Boden Liegenden die Kehle durchschnitt, woraufhin zwei andere, Höß und Karl Zabel, ihm in den Kopf schossen. Kadow starb an Ort und Stelle und wurde am nächsten Tag von den Tätern im Wald vergraben.
Einige Monate später wurden sieben der Beteiligten verhaftet. Nachdem die Staatsanwaltschaft Schwerin den Fall zunächst unpolitisch als Prügelei unter Saufkumpanen mit tödlichem Ausgang wertete, zog der Ankläger beim Reichsgericht in Leipzig Ludwig Ebermayer den Fall auf Grundlage des Republikschutzgesetzes an sich, so dass die Zuständigkeit an den Staatsgerichtshof zum Schutze der Republik in Leipzig überging. Vor diesem wurden sechs der Männer, darunter Höß, wegen Mordes angeklagt. Einem siebten, Bormann, wurde ein geringeres Vergehen zur Last gelegt.
Im nachfolgenden Prozess begründeten die Angeklagten ihre Tat unter anderem damit, dass sie seinerzeit bei Kadow einen Mitgliedsausweis der kommunistischen Jugend sowie größere Mengen russischen Geldes gefunden hätten, was ihnen als Beweis erschien, dass Kadow ein kommunistischer Spitzel gewesen sei, der mit den veruntreuten Geldern der Arbeitsgemeinschaft ins Ruhrgebiet habe fahren wollen, „um Deutschland an die Franzosen zu verraten“. Des Weiteren machten sie geltend, dass die kurz zuvor erfolgte Hinrichtung des ehemaligen Offiziers Albert Leo Schlageter, der wegen Sprengstoffanschlägen auf Einrichtungen der französischen Besatzungsverwaltung im Ruhrgebiet von einem französischen Militärgericht zum Tode verurteilt und standrechtlich erschossen worden war, ihren Hass auf Kadow als einen Mann, der die Stirn besessen habe, mit den „Mördern“ eines so „vaterländisch“ gesinnten Mannes wie Schlageter gegen die Interessen des Reiches zusammenarbeiten zu wollen, weiter entfacht hätte. Rudolf Höß führte in einem Brief über die Motivierung und den Ablauf der Tat aus:

„Nun stell’ Dir unsere Wut vor, vor 5 Tagen wurde Schlageter erschossen. All die Prügel, die wir durch Verräterei dieses Halunken [Kadow], durch Überfälle der Kommunisten in schwach besuchten Versammlungen, bezogen hatten. Wir waren alle auch schon ziemlich betrunken und überlegten überhaupt nicht mehr. Wir fuhren auf einem Wagen aus Parchim raus und nach unserem Wohnhause in Neuhof bei Parchim. Unterwegs kriegte er ganz erbärmliche Prügel, aber er leugnete immer noch. Auf einer Wiese wurde angehalten und er nochmals zur Rede gestellt. Er leugnet und beteuert seine Unschuld. Unsere Wut wird zur Raserei, keiner achtet darauf, wie oder mit was er zuschlägt. […] Da geschah das Schreckliche an der Sache. Einer bekam einen Koller und stürzt wie wahnsinnig auf den am Boden liegenden Kadow und schneidet ihm die Kehle durch. Ein anderer jagt ihm zwei Schüsse durch den Schädel. Am anderen Morgen wird er im Waldesdickicht vergraben.“

Die in der Literatur bis heute weitverbreitete Behauptung, die Roßbacher hätten gemeint, dass Kadow persönlich derjenige gewesen sei, der Schlageter „an die Franzosen verraten“ habe, ist erstmals im Jahr 1947 nachweisbar, als Höß sie in seinem Kriegsverbrecherprozess vorbrachte, während sie in den Prozessakten von 1924 nirgends auftaucht. Sie können daher als Teil von Höß’ „Rechtfertigungsstrategie“ gewertet werden.
Die 1924 von den Tätern vorgebrachten Rechtfertigungsgründe, Kadow sei kommunistisch gesinnt gewesen und habe sich in irgendeiner Weise den Franzosen zur Verfügung stellen wollen, sind möglicherweise nachträglich konstruierte Schutzbehauptungen. Orth wertet die Tat daher als einen Totschlag im Affekt, wobei die Absicht, ihn lediglich zu verprügeln, aus der Erzürnung über Kadows Geldveruntreuungen sowie der Trunkenheit der Täter in eine ursprünglich nicht intendierte Tötung eskaliert sei:

„Ausschlaggebend für den Mord war letztendlich, daß sie sich gegenseitig aufstachelten, jeder den anderen in Wort und Tat zu übertrumpfen suchte. Die sich radikalisierende Prügelorgie – fünf Männer schlugen auf den schlafenden und durch Alkohol halb betäubten Kadow mit Fäusten, Gummiknüppeln, einem Spazierstock, schließlich mit einem Ast ein – fanden ihren Höhepunkt in der Forderung Höß', man solle Kadow »im Wald vergraben«, ihm den »Gnadenschuss« geben. Bevor Kadow tatsächlich zwei Schüsse trafen, schnitt einer der Mörder dem bewusstlos und blutüberstömt auf dem Boden Liegenden mit »einem Taschenmesser« den Hals durch.“

Woran Kadow starb und wer als der eigentliche Mörder anzusehen ist, konnte das Gericht nicht feststellen. Entscheidend sei, dass die Täter gemeinsam und willentlich gehandelt hätten, so dass keiner bei diesem „Femegericht“ abseits habe stehen wollen: „Sie alle waren, wenn nicht juristisch, so doch moralisch die Mörder Kadows.“
Das Leipziger Gericht befand die Angeklagten für schuldig: Höß wurde am 15. März 1924 wegen schwerer Körperverletzung und vollendeten Totschlags zu zehn Jahren Zuchthaus verurteilt. Infolge der Koch-Amnestie kam er bereits am 14. Juli 1928 frei. Bormann, der nach dem Mord versucht hatte, Spuren zu beseitigen, erhielt ein Jahr Gefängnis wegen Beihilfe und Begünstigung. Die übrigen Beteiligten Bernhard Jurisch, Karl Zabel, Georg Pfeiffer, Emil Wiemeyer und Robert Zenz erhielten Gefängnisstrafen zwischen fünfeinhalb Jahren (Jurisch) und zwölfeinhalb Jahren Zuchthaus (Wiemeyer) wegen schwerer Körperverletzung und vollendeten Totschlags. Sechs weitere Angeklagte (Bruno Fricke, Eberhard Hoffmann, Bernhard Thomsen, Bernhard Mackensen, Walter Wulbrede, Ludwig Richter) wurden wegen Begünstigung zu mehrmonatigen Gefängnisstrafen verurteilt.
Bormann bekam im September 1938 für seine Gefängnishaft den „Blutorden“ verliehen.

## Rezeption
Der Mord und der Prozess wurden 1969 in dem SDR-Dokumentarspiel Zeitgeschichte vor Gericht: Fememord (Drehbuch: Johannes Hendrich, Regie: Theo Mezger) aufbereitet.
In dem Spielfilm Aus einem deutschen Leben (1977) wird der Mord ebenfalls nachgestellt. Rudolf Höß wird in dem Film als „Franz Lang“ dargestellt. Diesen Namen hatte Höß nach Kriegsende verwendet, um sich eine neue Existenz aufzubauen.